# Chiesa di San Giuseppe (Grottaferrata)
La chiesa di San Giuseppe è un luogo di culto cattolico del comune di Grottaferrata, in provincia di Roma, nell'area dei Castelli Romani.
Edificata per volere di Nicola Santovetti, ricco proprietario terriero ed imprenditore della zona, alla fine dell'Ottocento con la spesa di £ 150.000, fu consacrata il 14 luglio 1889. La chiesa venne edificata su una montagnola che dominava la via Maremmana presso la località di Squarciarelli, in un'area di aperta campagna tra i centri abitati di Marino, Rocca di Papa e Grottaferrata.
La chiesa venne affidata dalla famiglia Santovetti ai padri cisterciensi riformati, che si installarono in un convento edificato accanto alla chiesa, su un terreno di proprietà di Nicola Santovetti. Tuttavia la gestione dei religiosi cisterciensi non fu positiva, e addirittura nel 1902 i monaci chiesero la chiusura delle chiesa a causa di una scossa di terremoto. I Santovetti però si opposero e nel 1905 cacciarono i cisterciensi, affidandola fino al 1919 ai monaci dell'Ordine basiliano italiano di Grottaferrata. Nel 1919 la chiesa venne costituita parrocchia, sotto la guida di don Giuseppe Opessi, primo parroco di San Giuseppe.
Nel 1942 la chiesa divenne di proprietà diretta della sede suburbicaria di Frascati, durante la gestione pastorale di don Tobia Dominicis. Nel corso della seconda guerra mondiale, la chiesa venne colpita da un bombardamento anglo-americano dell'inverno 1944 e in seguito ricostruita nel 1946. Nel corso degli anni sessanta la chiesa subì alcuni lavori di restauro: vennero tolti gli stemmi araldici dei Santovetti dalla facciata, i pilastri delle navate furono riportati con i mattoni in cotto a vista e venne murato il rosone che si apriva al centro della facciata.
Il Tabernacolo realizzato in peperino e marmo ad opera dello scultore Mario Gavotti.
Tra le opere di pregio artistico, un San Giuseppe con Madonna e Bambino opera di Silverio Capparoni che è conservato nell'area presbiteriale. In alcuni locali sotterranei è ospitata la tomba di famiglia dei Santovetti.